# Виборчий округ 196
Виборчий округ 196 — виборчий округ в Черкаській області. В сучасному вигляді був утворений 28 квітня 2012 постановою ЦВК №82 (до цього моменту існувала інша система виборчих округів). Окружна виборча комісія цього округу розташовується в приміщенні Корсунь-Шевченківського районного центру дитячої та юнацької творчості за адресою м. Корсунь-Шевченківський, вул. Академіка О. Захаренка, 2.
До складу округу входять Городищенський, Катеринопільський, Корсунь-Шевченківський і Шполянський райони, частини Канівського (південно-західна половина району), Лисянського (територія на схід від смт Лисянка) і Тальнівського (окрім міста Тальне разом із західною частиною району та окрім території навколо сіл Легедзине та Вишнопіль) районів. Виборчий округ 196 межує з округом 197 на північному сході, з округом 198 на сході, з округом 101 на півдні, з округом 200 на південному заході, з округом 199 на заході та з округом 93 на північному заході. Виборчий округ №196 складається з виборчих дільниць під номерами 710001-710035, 710263, 710266, 710274, 710280-710285, 710287, 710289-710291, 710298-710303, 710310-710396, 710403-710404, 710411-710412, 710420-710421, 710433, 710563-710565, 710567, 710569-710576, 710578-710579, 710582-710585, 710587-710590, 710593-710597, 710820-710861 та 711102.

## Народні депутати від округу
| Ім'я                         | Фото | Партія          | Скликання | Дата набуття повноважень | Дата припинення повноважень |
| ---------------------------- | ---- | --------------- | --------- | ------------------------ | --------------------------- |
| Бобов Геннадій Борисович     |      | Партія регіонів | 7-ме      | 12 грудня 2012           | 27 листопада 2014           |
| Бобов Геннадій Борисович     |      | самовисуванець  | 8-ме      | 27 листопада 2014        | 29 серпня 2019              |
| Стріхарський Андрій Петрович |      | Слуга народу    | 9-те      | 29 серпня 2019           |                             |

## Результати виборів

### Парламентські

#### 2019
Кандидати-мажоритарники:
- Стріхарський Андрій Петрович (Слуга народу)
- Бобов Геннадій Борисович (самовисування)
- Ванникова Ірина Валеріївна (самовисування)
- Коваль Сергій Валентинович (Народний рух України)
- Капуловський Артем Валерійович (Сила і честь)
- Плосконос Юрій Миколайович (Європейська Солідарність)
- Бобін Юрій Валентинович (самовисування)
- Лищенко Руслана Анатоліївна (Опозиційний блок)
- Володій Віра Миколаївна (Громадсько-політична платформа Надії Савченко)
- Шерстюк Сергій Володимирович (самовисування)
- Клацун Ярослав Михайлович (самовисування)

#### 2014
Кандидати-мажоритарники:
- Бобов Геннадій Борисович (самовисування)
- Власенко Юрій Петрович (Блок Петра Порошенка)
- Сінгаєвський Олександр Миколайович (Батьківщина)
- Зуєнко Володимир Лаврентійович (самовисування)
- Коваль Сергій Валентинович (самовисування)
- Носачов Сергій Анатолійович (Народний фронт)
- Маштепа Олександр Петрович (самовисування)
- Комар Руслан Олександрович (Радикальна партія)
- Обуховський Руслан Сергійович (Нова політика)
- Дядченко Юрій Олександрович (Сильна Україна)
- Биковець Вячеслав Михайлович (самовисування)
- Рудий Андрій Федорович (самовисування)
- Гончар Віктор Іванович (Опозиційний блок)
- Педченко Сергій Іванович (самовисування)
- Гиза Інна Ігорівна (самовисування)
- Орєхов Сергій Миколайович (Зелена планета)
- Медведев Євген Юрійович (самовисування)
- Лозінський Олександр Анатолійович (самовисування)

#### 2012
Кандидати-мажоритарники:
- Бобов Геннадій Борисович (Партія регіонів)
- Сінгаєвський Олександр Миколайович (Батьківщина)
- Маштепа Олександр Петрович (самовисування)
- Ляшенко Юрій Васильович (Соціалістична партія України)
- Педченко Сергій Іванович (Комуністична партія України)
- Алєксєєва Ірина Володимирівна (самовисування)
- Блажевич Сергій Петрович (Україна — Вперед!)
- Яременко Алла Миколаївна (самовисування)
- Величенко Микола Максимович (самовисування)
- Лішавський Володимир Гаврилович (самовисування)
- Пономаренко Інна Віталіївна (самовисування)
- Плосконос Олексій Олександрович (самовисування)
- Кекух Віталій Володимирович (самовисування)
- Блажевич Олександр Петрович (самовисування)

## Явка
Явка виборців на окрузі: